# Abbaye de Mondaye
L'abbaye Saint-Martin de Mondaye est un monastère de l'ordre des Prémontrés, qui se dresse sur le territoire de la commune française de Juaye-Mondaye dans le département du Calvados, en région Normandie. Fondée en 1200, elle est la seule abbaye canoniale de l'ordre des Prémontrés encore en activité en Normandie, et comprend plus de quarante frères, de toutes les générations, répartis entre Mondaye et ses trois prieurés, à Conques, Sarrance et Tarbes.

## Localisation
L'abbaye est située dans la campagne du Bessin, à neuf kilomètres au sud de Bayeux, sur la commune de Juaye-Mondaye dans le département français du Calvados.

## Historique

### La fondation auXIIesiècle

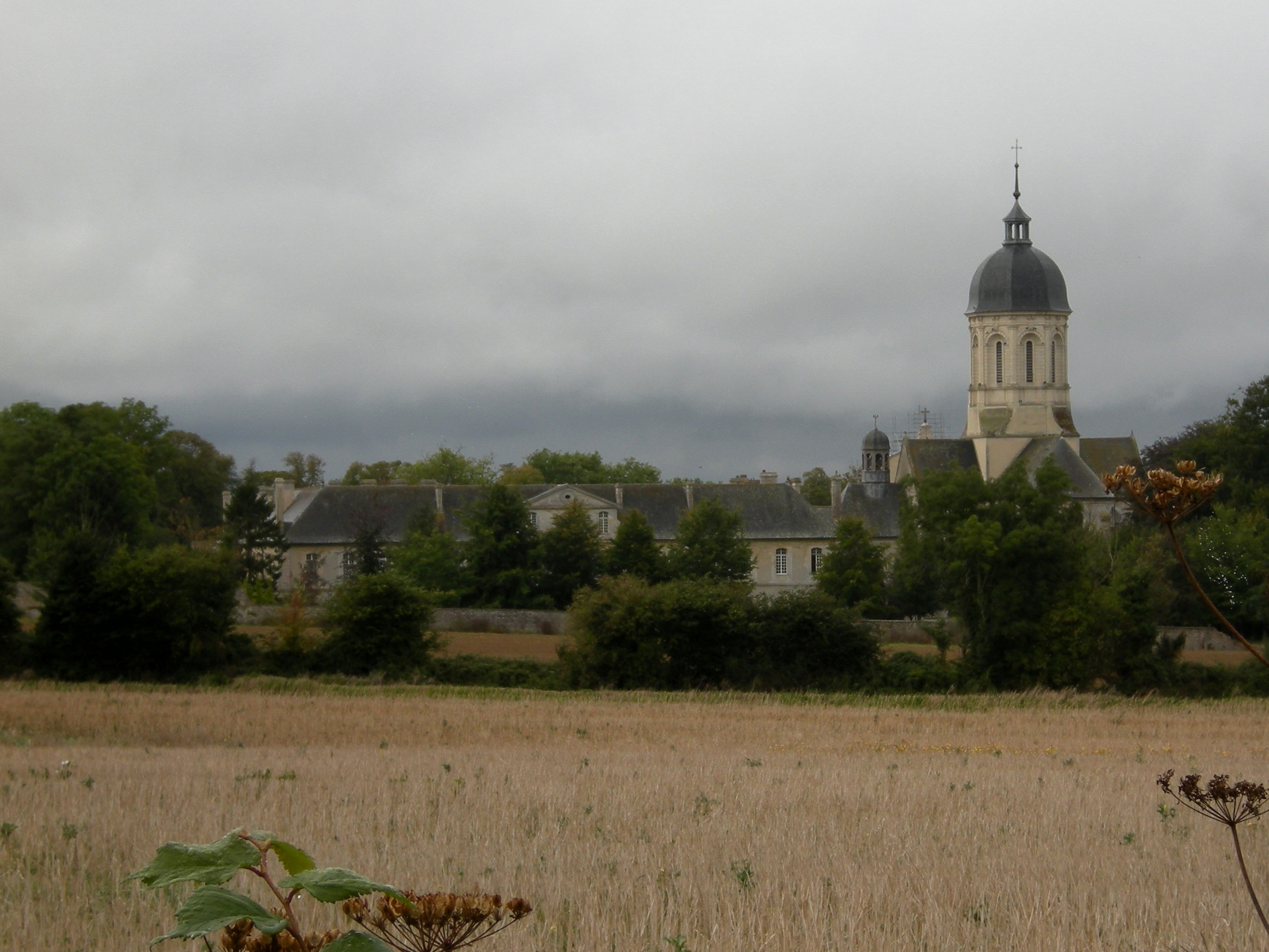
L'abbaye, au cœur du bocage normand.

Au milieu du XIIe siècle, le prêtre Turstin se retire dans une colline du bocage normand pour y vivre en ermite et se voit vite rejoint par des disciples. En 1200, Turstin meurt et l'évêque de Bayeux donne à la petite communauté la règle de saint Augustin tandis que Raoul de Percy, son beau-frère, leur cède le terrain où ils vivent.

### Moyen Âge
L'abbaye, sous la protection de l'abbaye de La Lucerne, se voit agrégée à l'ordre de Saint-Norbert en 1210. Elle reçoit les dons généreux des familles de Vassy, de Percy, ainsi que de nombreux petits seigneurs et agriculteurs aisés.
À la fin du XIIIe siècle, une église et un bâtiment conventuel sont construits pour remplacer l'ermitage.
En 1343, les dons à l'abbaye sont compromis par la guerre de Cent Ans et les rivalités entre seigneurs dont les uns sont fidèles au roi de France et les autres au roi d'Angleterre. En 1347, la peste noire réduit d'un tiers la population, les terres de l'abbaye sont sans culture et le Bessin est ravagé par des bandes armées. L'abbaye est ravagée par Richard, comte d'Arundel, en 1389.

### XVIesiècle
Mondaye redevient florissante sous l'abbatiat de Jean Feray (1512-1557). Les frères fréquentent l'université de Caen et comptent parmi eux plusieurs docteurs en théologie.
Cependant, les guerres de Religion stoppent cet élan. L'abbaye est incendiée, dispersée, et l'abbé Julien Guichard tué par les huguenots le 5 septembre 1564. Après le concile de Trente (1545-1563), le calme revient et l'église est restaurée grâce au soutien d'Anne de Médavy.

### XVIIesiècle
En 1631, un abbé commendataire, qui tiendra l'abbaye pendant 75 ans : Claude Philippe Le Clerc du Tremblay (v. 1613-1704), est nommé par le roi. La réforme de Lorraine, révisant la règle de Saint-Norbert en la rendant plus stricte et conforme aux origines, est adoptée à l'abbaye de Mondaye en 1655. Le choix du prieur par le chapitre de la congrégation évite en partie les inconvénients de la commende.

### XVIIIeetXIXesiècles

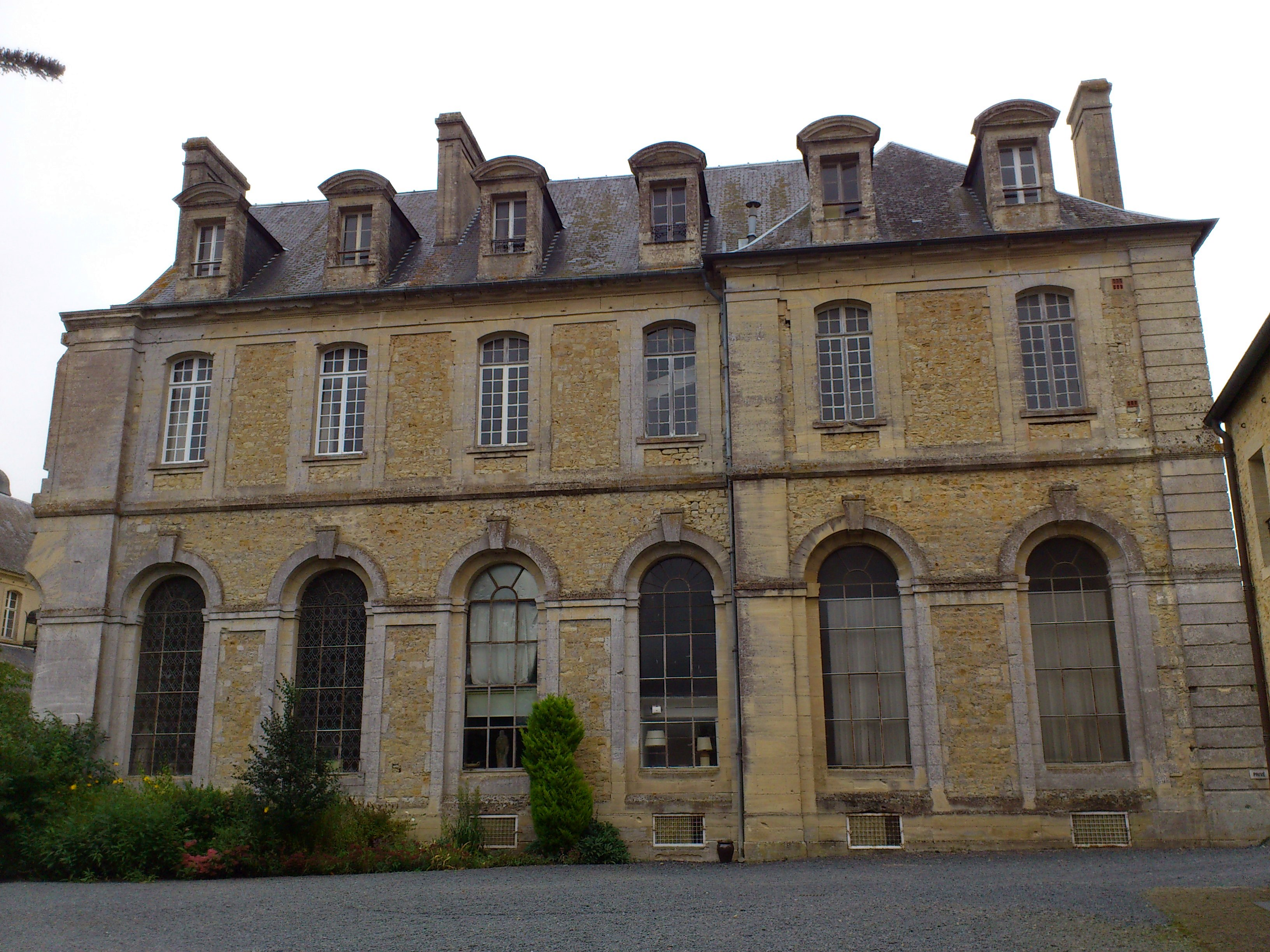
Un bâtiment conventuel.

Sous l'égide de trois abbés réguliers nommés par Louis XIV et Louis XV et dirigeant l'abbaye entre 1704 et 1763, une reconstruction totale est menée, dans l'élan du nouveau style classique. Le besoin de grandeur prévaut alors en France et le classicisme répond à cette exigence. L'architecte de la reconstruction est Eustache Restout, lui-même prieur et sous-prieur de Mondaye, oncle du peintre Jean Restout. On refait l'église, le bâtiment conventuel, le pavillon d'entrée et la ferme où une trentaine de personnes travaillent. L'austérité est néanmoins conservée, les cellules sont petites et les rares cheminées se trouvent chez le prieur, au chauffoir et à l'infirmerie. De 1706 à 1743, E. Restout supervise les travaux. Ses dernières années sont consacrées à la décoration de l'église.
En 1763, l'abbaye retombe sous le régime de la commende et les constructions cessent.
À la Révolution, l'ordre de Prémontré est dépouillé de ses biens et les dix-sept religieux de Mondaye se dispersent ou sont emprisonnés. L'un d'eux, le père Paynel, curé de Juaye, prête le serment constitutionnel puis abandonne la prêtrise en devenant maire. Il se réconciliera néanmoins avec l’Église puisqu'il sauve l'abbatiale de la destruction et abrite chez lui jusqu'à neuf prêtres réfractaires à la Constitution civile du clergé.

### XIXesiècle
La tourmente révolutionnaire passée, le P. Goujon, après avoir été prieur clandestin, rassemble les paroisses de Juaye, Couvert et Bernières-le-Bocage. C'est à cette époque que naît la commune de Juaye-Mondaye.
De 1806 à 1812, les bâtiments conventuels abritent un collège. En 1815, les trappistines de Valenton s'installent à Mondaye mais la quittent en 1854, l'entretien des bâtiments étant trop onéreux pour elles.
L'abbaye se trouve à nouveau occupée par l'ordre des Prémontrés le 13 juin 1859, lorsque l'évêque de Bayeux en remet solennellement les clefs à des chanoines venus de l'abbaye de Grimbergen, en Belgique. La communauté prend un essor important et multiplie les missions paroissiales, les actions de prêches et de retraites. Elle reprend également la construction des ailes nord et sud des bâtiments, en respectant le style classique.
Une nouvelle crise survient quand les autorités de la IIIe république veulent réduire l'influence des religieux sur la société. En 1880, l'abbé Joseph Willekens est expulsé comme étranger et les chanoines, d'abord dispersés, se regroupent au château de Cottun, non loin de l'abbaye.
Après un retour à l'abbaye en 1894, les membres de la communauté en sont expulsés en 1902 et partent en exil. Ils s'installent à Bois-Seigneur-Isaac, dans le Brabant wallon, en Belgique.

### XXesiècle
En 1921, les religieux sont autorisés à regagner l'abbaye et de nouveaux novices se présentent.
En juin 1944, le débarquement allié fait subir à l'abbaye plusieurs jours de bombardement. Malgré de complètes restaurations, les murs de l'abbaye sont encore marqués des combats qui se déroulèrent aux alentours. Des travaux de réfection d'une partie de l'église ayant particulièrement souffert ont commencé en 2007.
Le chapitre général de Wilten, en 1968-1970, s'efforce d'accorder les constitutions de l'ordre et les directives du concile Vatican II. À partir de cette époque, les échanges d'information, la participation du monde laïc augmentent. La place du travail augmente aussi avec la taille de la ferme. L'abbaye est classée au titre des monuments historiques en 1947 et 1999.
L'ancienne ferme de l'abbaye, vendue séparément à la Révolution, a été rachetée par le monastère en 2007 en partie grâce à trois mille donateurs. Une première tranche de restauration de cellui-ci s'est achevée en juin 2012, recréant notamment la perspective d'entrée entre la poterne, ancienne entrée principale, et l'abbatiale.

### De nos jours
Les chanoines de Mondaye, comme tous les chanoines réguliers vivent en communauté tout en se livrant à un ministère extérieur (curés et vicaires de plusieurs paroisses, aumôniers d'hôpitaux ou de prison, aumôniers scouts et de mouvements de jeunesse, …).
L'accueil des retraitants et des visiteurs tient de nos jours une part importante dans l'activité de l'abbaye. La communauté dispose d'une grande infrastructure, permettant d'accueillir les groupes et les individuels en nombre important. Il est possible de visiter une partie de l'abbaye, dont la bibliothèque.
Une importante campagne de travaux a permis de refaire à neuf l'abbatiale, ainsi que la ferme. L'unité architecturale de l'abbaye a ainsi été retrouvée, ce qui contribue au rayonnement de Mondaye.

## Protection
Au titre des monuments historiques :
- l'abbaye, à l'exception des parties classées est inscrite par arrêté du 2 juillet 1927 ;
- l'église Saint-Martin est classée par arrêté du 23 janvier 1947 ;
- les bâtiments conventuels constituant l'aile est de l'abbaye sont classes par arrêté du 23 janvier 1947 ;
- le pavillon d'entrée et les deux ailes qui le flanquent sont classés par arrêté du 11 avril 1947 ;
- l'aile sud de l'abbaye est classée par arrêté du 2 août 1999 ;
- l'enclos de l'abbaye : les murs d'enceinte et l'assiette du sol qu'ils délimitent ; les façades et toitures de l'ancienne grange aux dîmes et de la grange attenante sont inscrits par arrêté du 2 août 1999.

## Armes de l'abbaye
D'azur, à une marmite d'argent.

## Description
L'abbaye est dans sa plus grande partie de style classique, cependant une chapelle de l'église est baroque. Le principal architecte est Eustache Restout, un frère de Mondaye.

### L'église

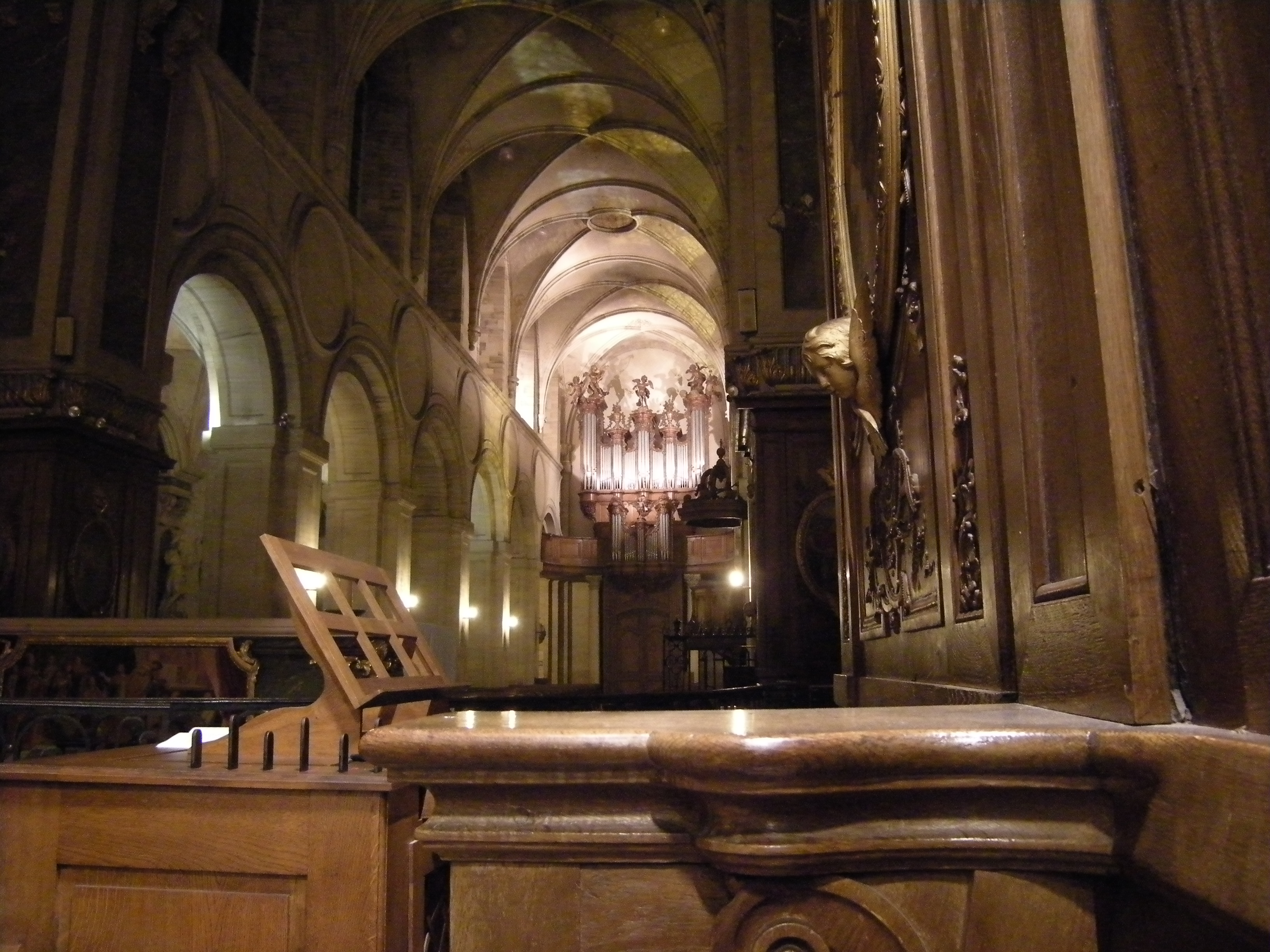
L'abbatiale vue de nuit.

Elle a été entièrement conçue par Eustache Restout. L'artiste est l'auteur des peintures et du dessin des boiseries du chœur.
D'une longueur de soixante mètres, l'édifice présente un portail aveugle, la place étant laissée à l'orgue. La nef a cinq travées, de gros piliers soutenant des arcs en plein cintre. Le côté sud est illuminé par deux fois plus d'ouverture que le côté nord. L'autel est au centre et les bras de transept sont grands, selon la tradition prémontrée. Au-dessus de l'autel, la coupole est une copie de celle de la chapelle du château de Sceaux, peinte par Charles Le Brun. La chapelle de Sceaux ayant disparu, il ne reste que cette copie à admirer.

### L'orgue
L'orgue de Mondaye, bel exemple de l'art au temps de Louis XV, est du facteur lorrain Claude Parisot. Le buffet de l'orgue a été sculpté par l'artiste flamand Melchior Verly. Réalisé en 1741, l'instrument a été restauré en 1965 et en 2004 par les facteurs d'orgues Jean-Baptiste Boisseau et Jean-Marie Gaborit. Fait de vingt-sept jeux, il est régulièrement utilisé pour des concerts.

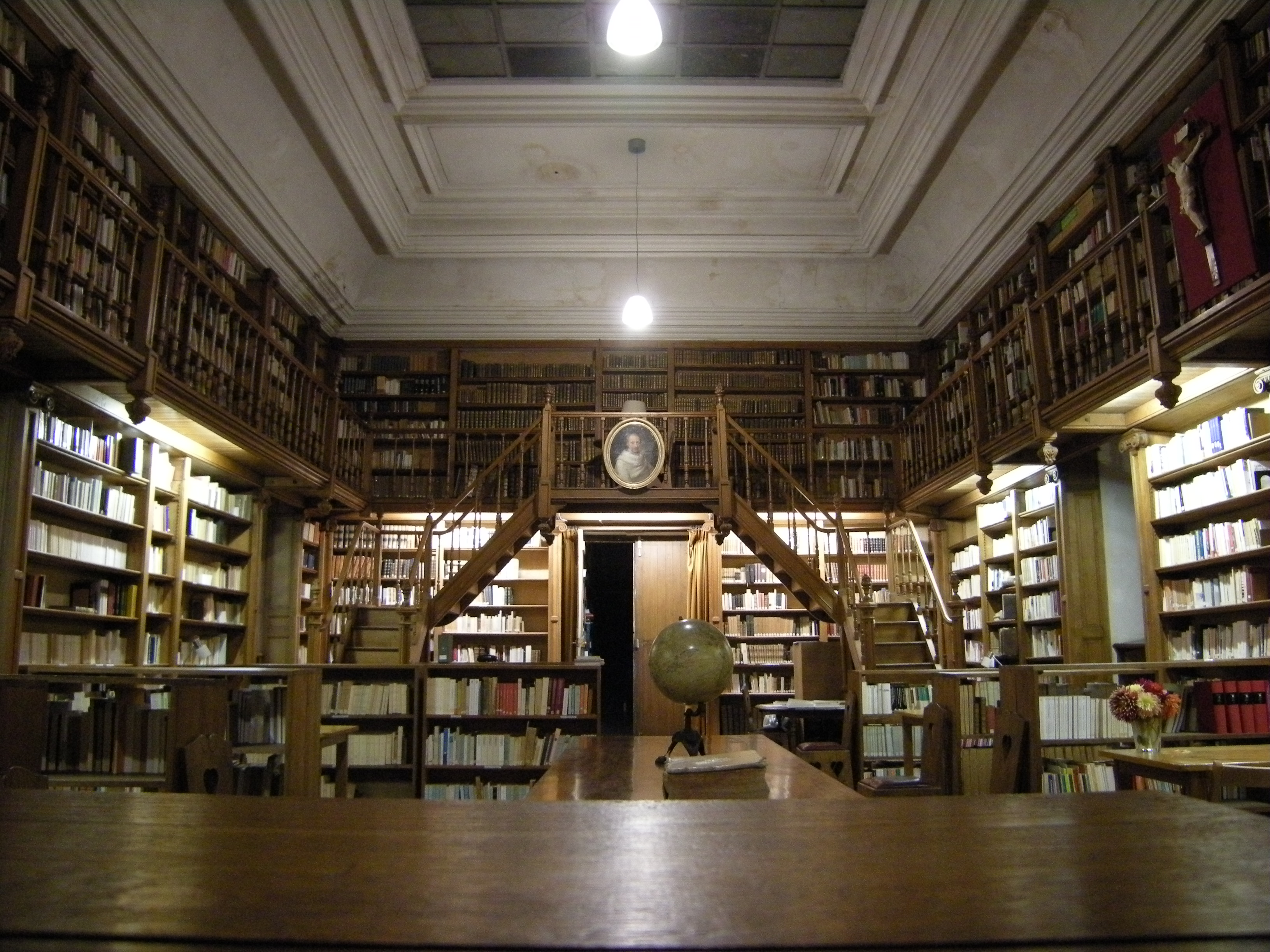
La bibliothèque.

### Le bâtiment conventuel
Le cloître, commencé au XVIIIe siècle par l'aile est et une partie de l'aile sud, fut continué et vitré au XIXe siècle mais reste inachevé. Il ne donne donc pas cette impression bien connue de jardin fermé. L'escalier menant à la bibliothèque et aux cellules a des rampes en fer forgé.
La salle des pas-perdus comporte un autoportrait d'Eustache Restout.

### La bibliothèque
Elle contient environ 65 000 volumes dont quelques-uns du XVIe siècle.

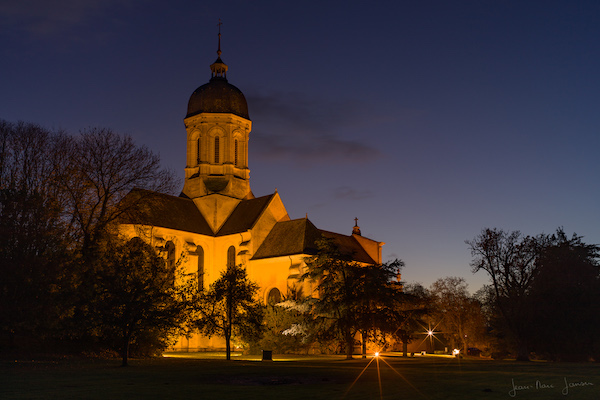
Vue nocturne de l'abbaye
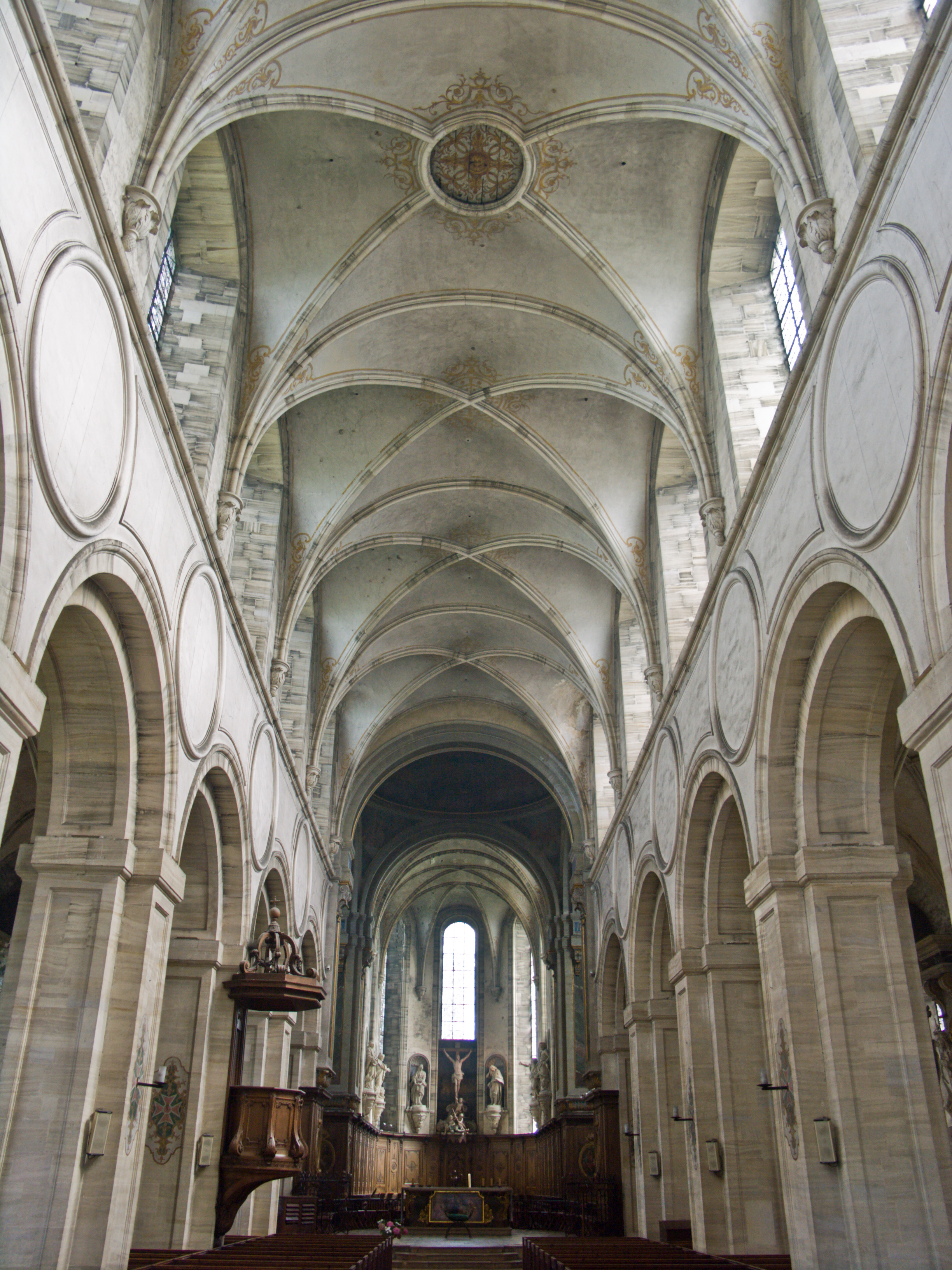
Nef de l'église.
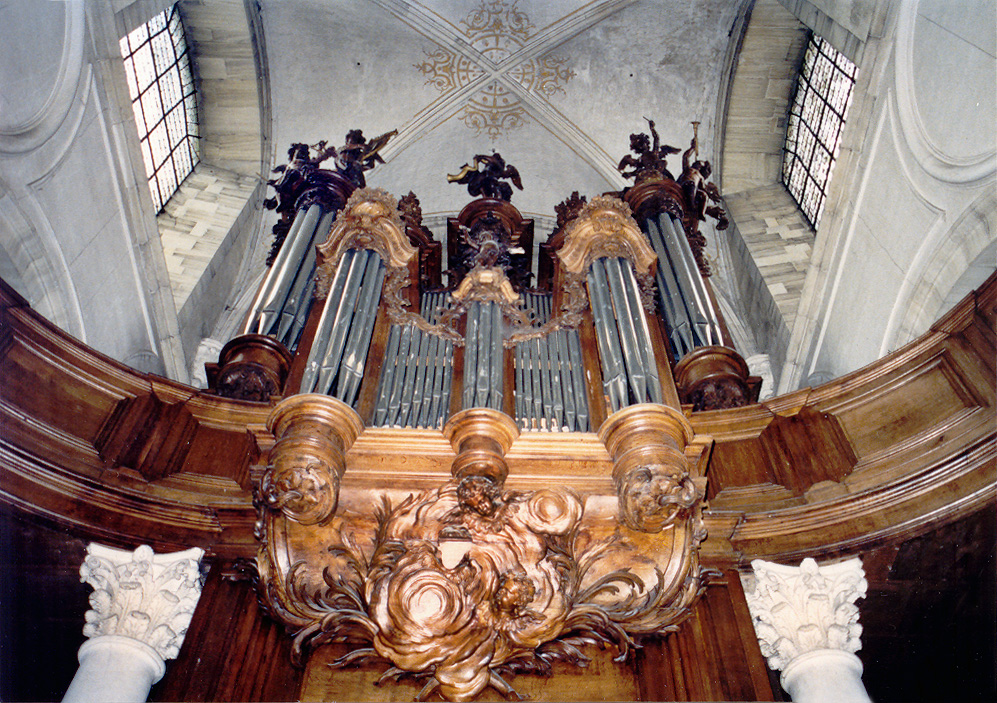
L'orgue en 1989.
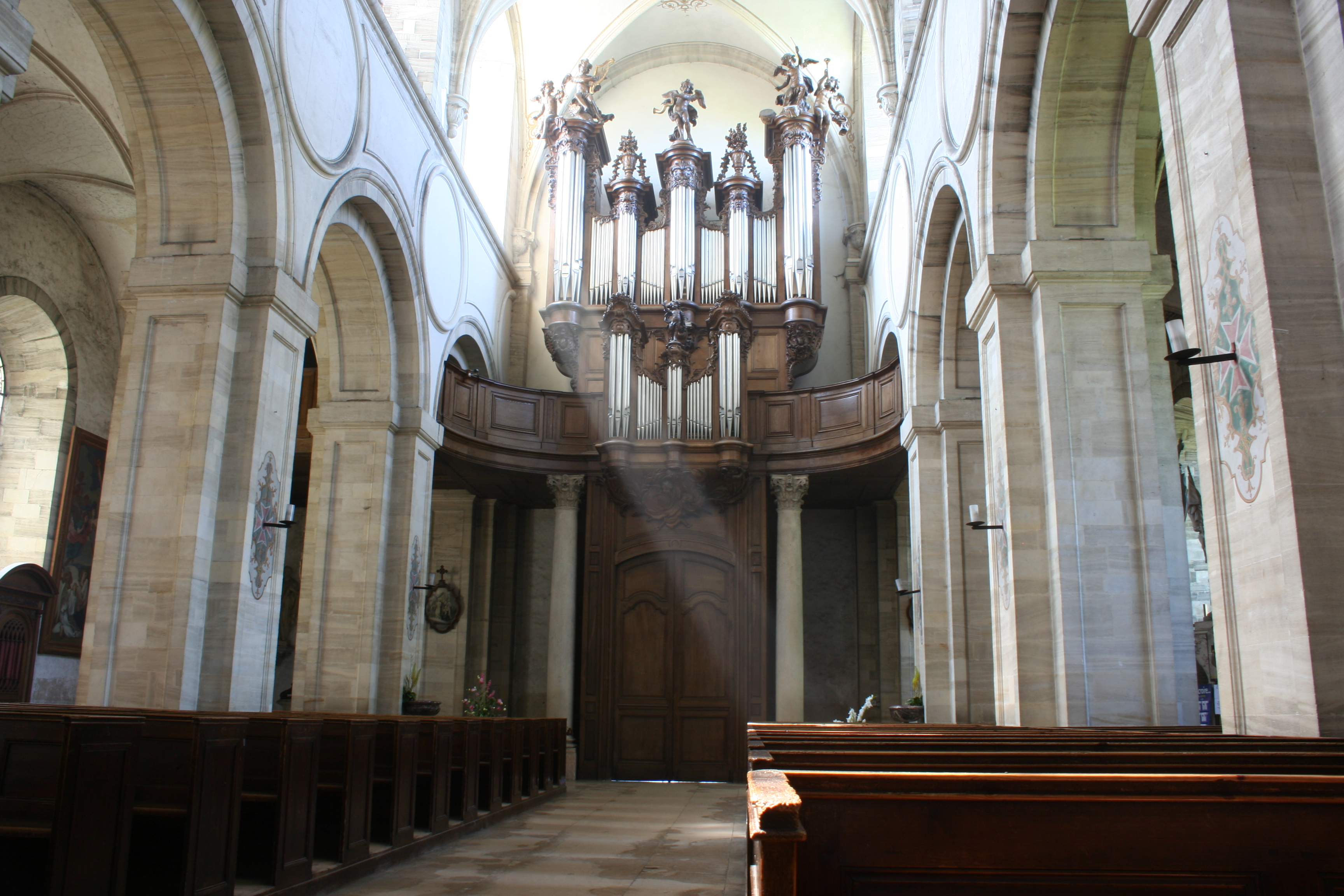
Entrée avec vue sur l'orgue.
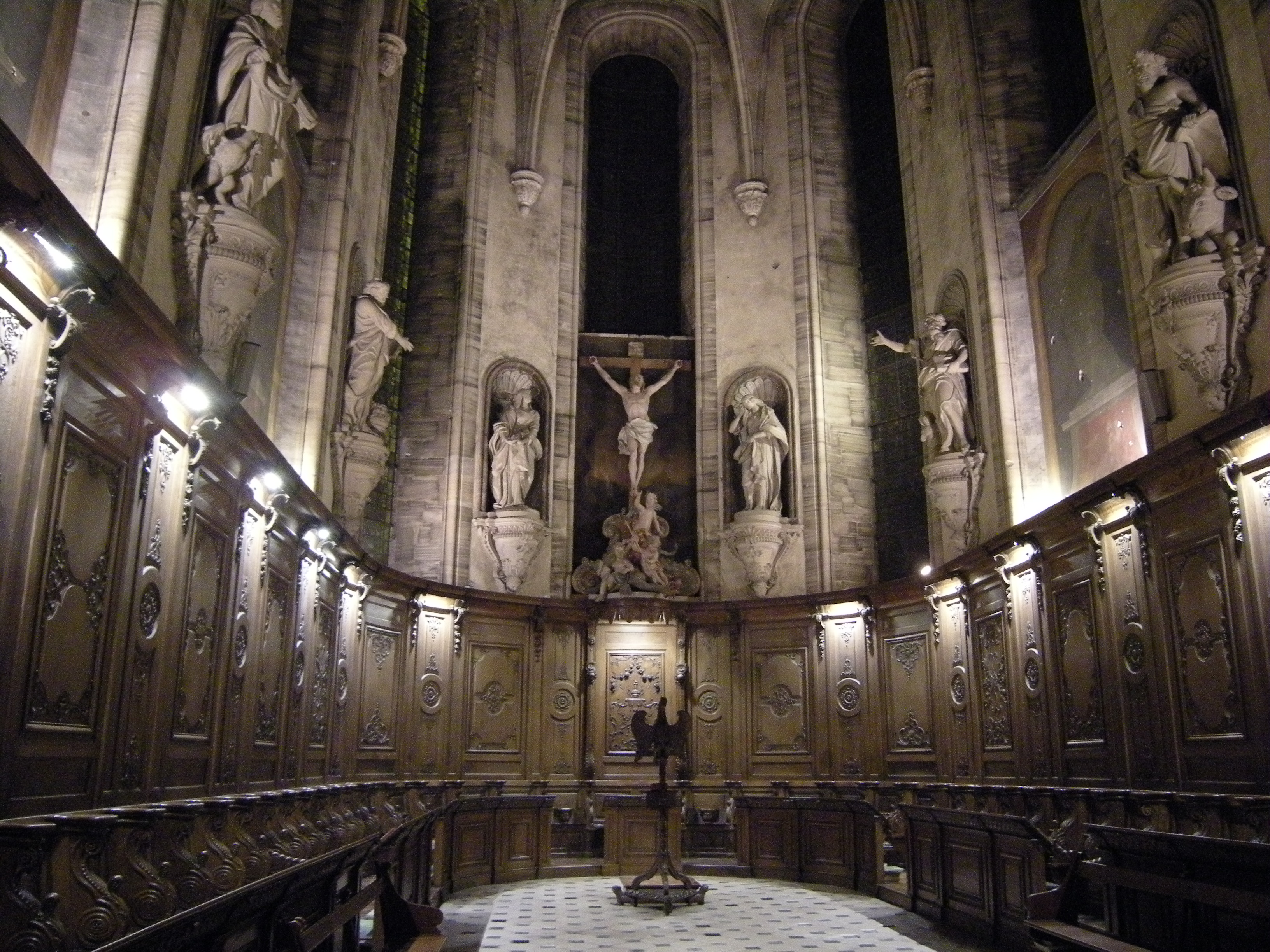
Le chœur, de nuit.
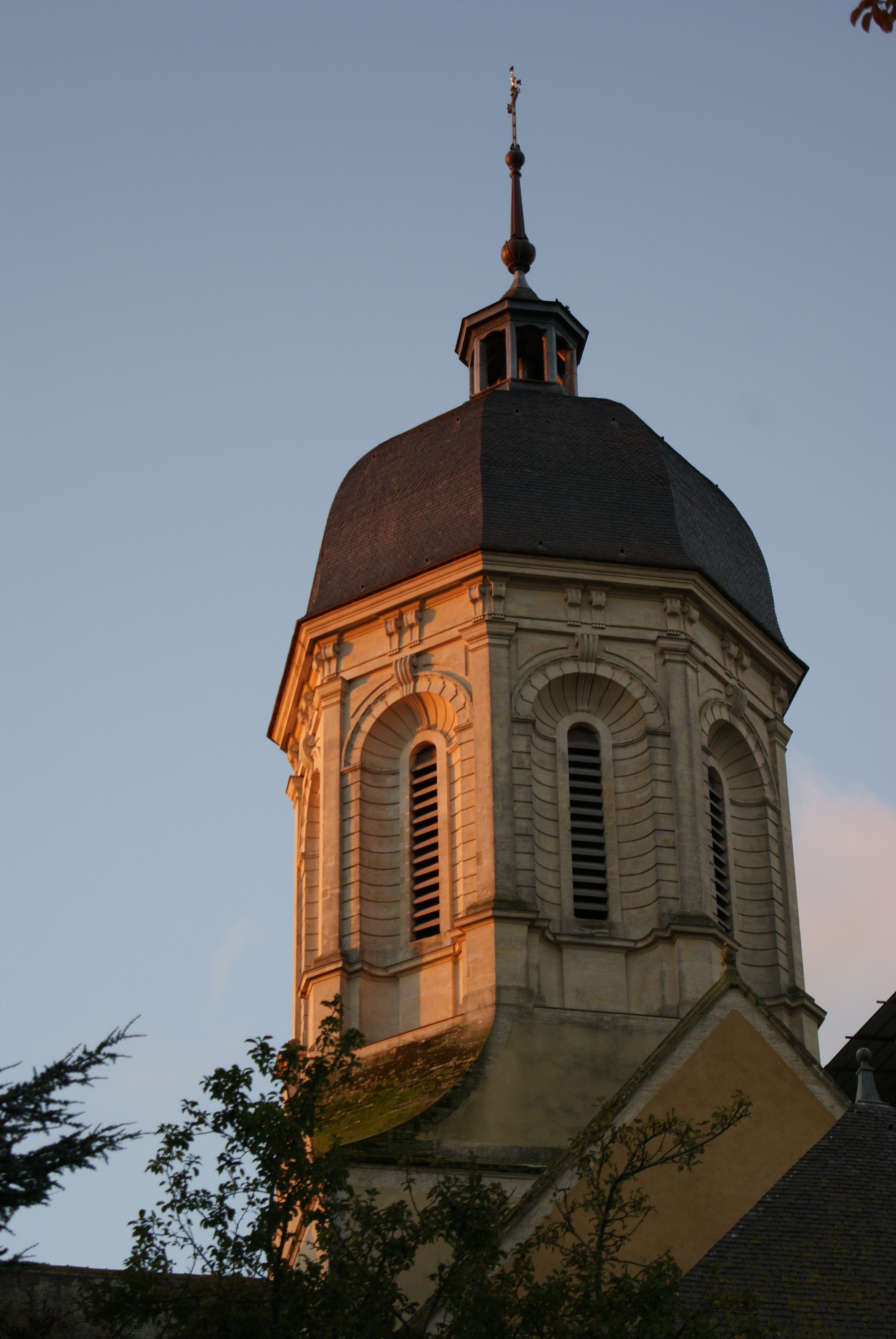
Le clocher.
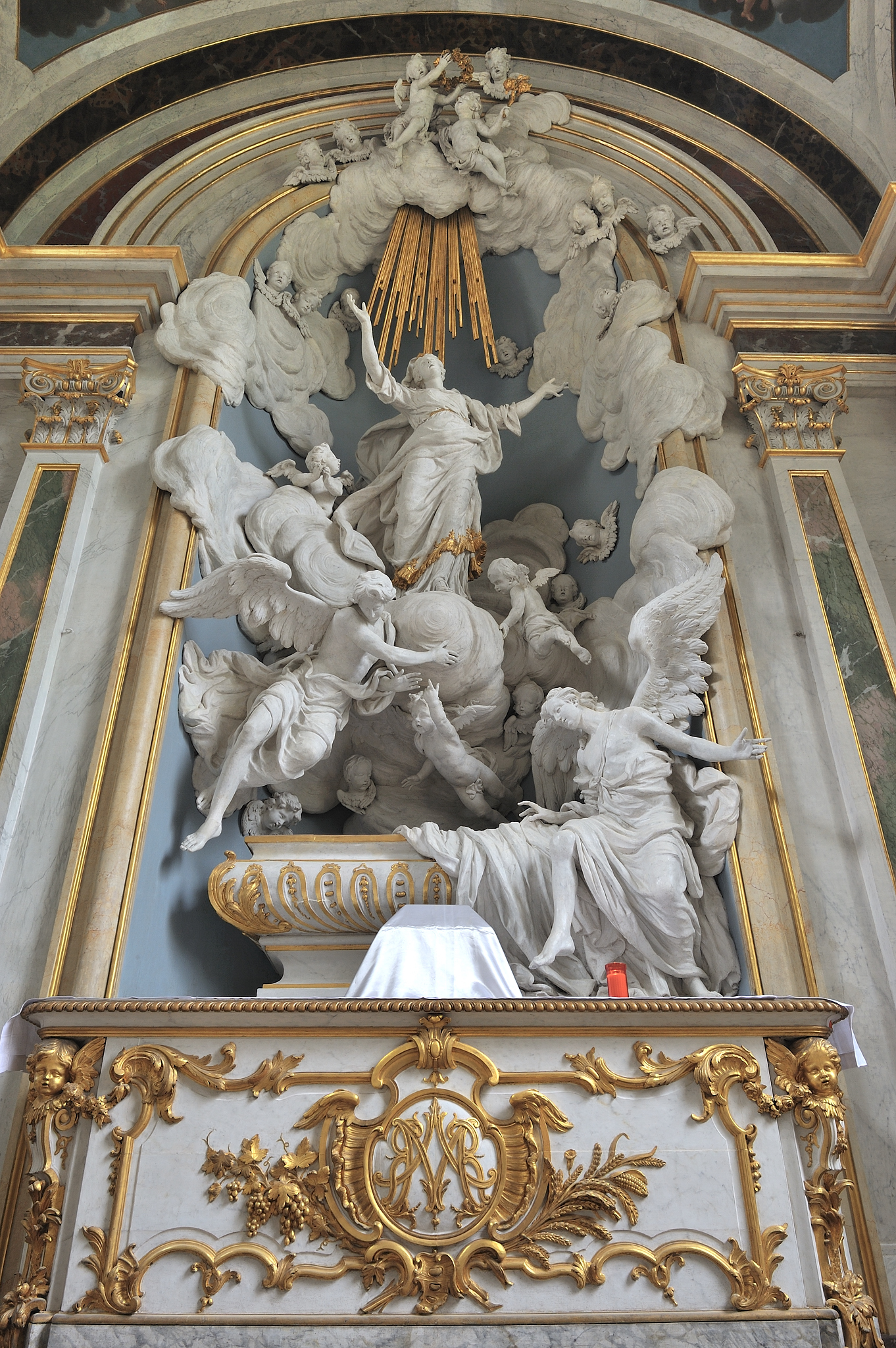
L'Assomption de la Vierge.
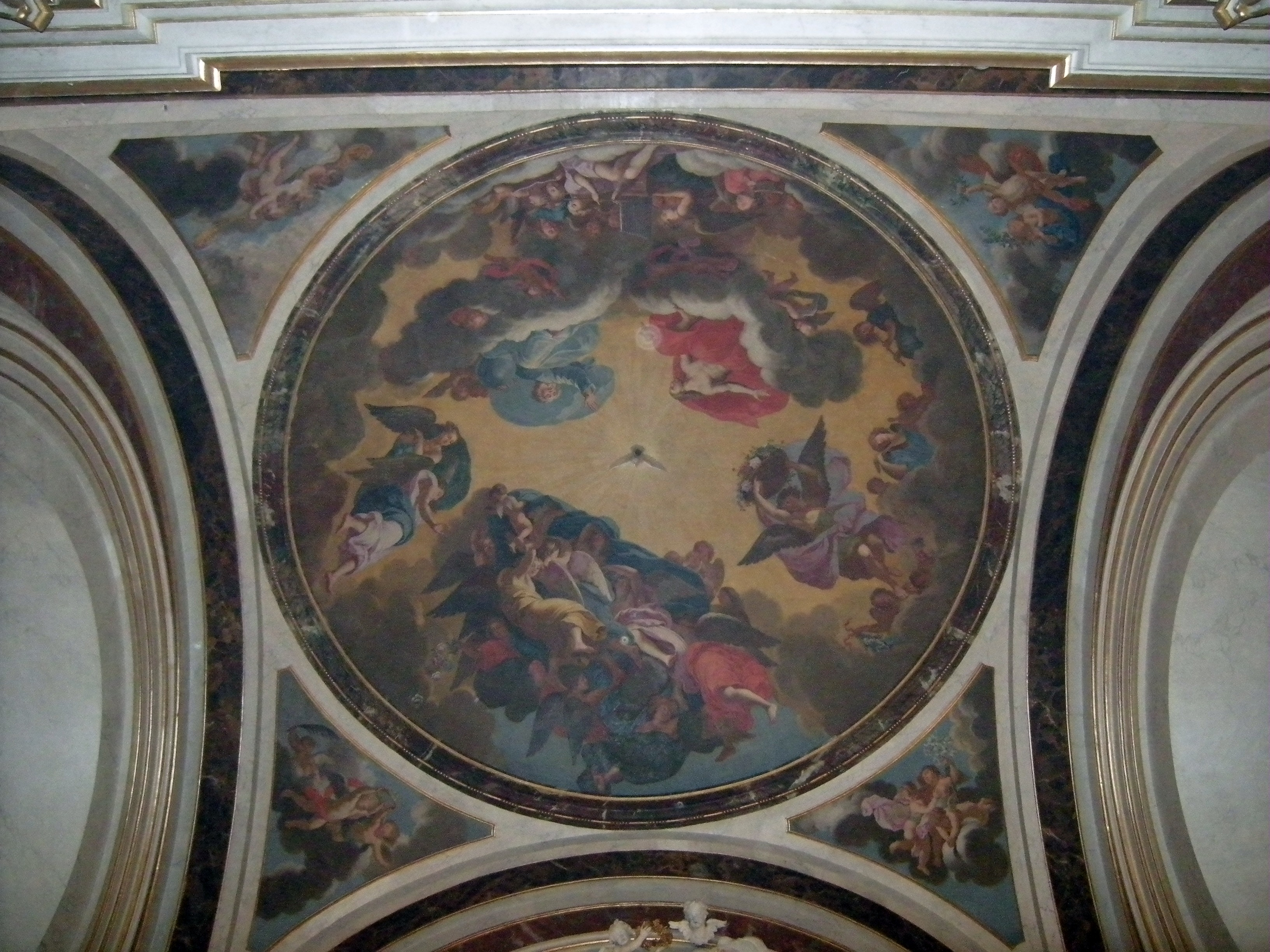
La coupole de la chapelle nord.
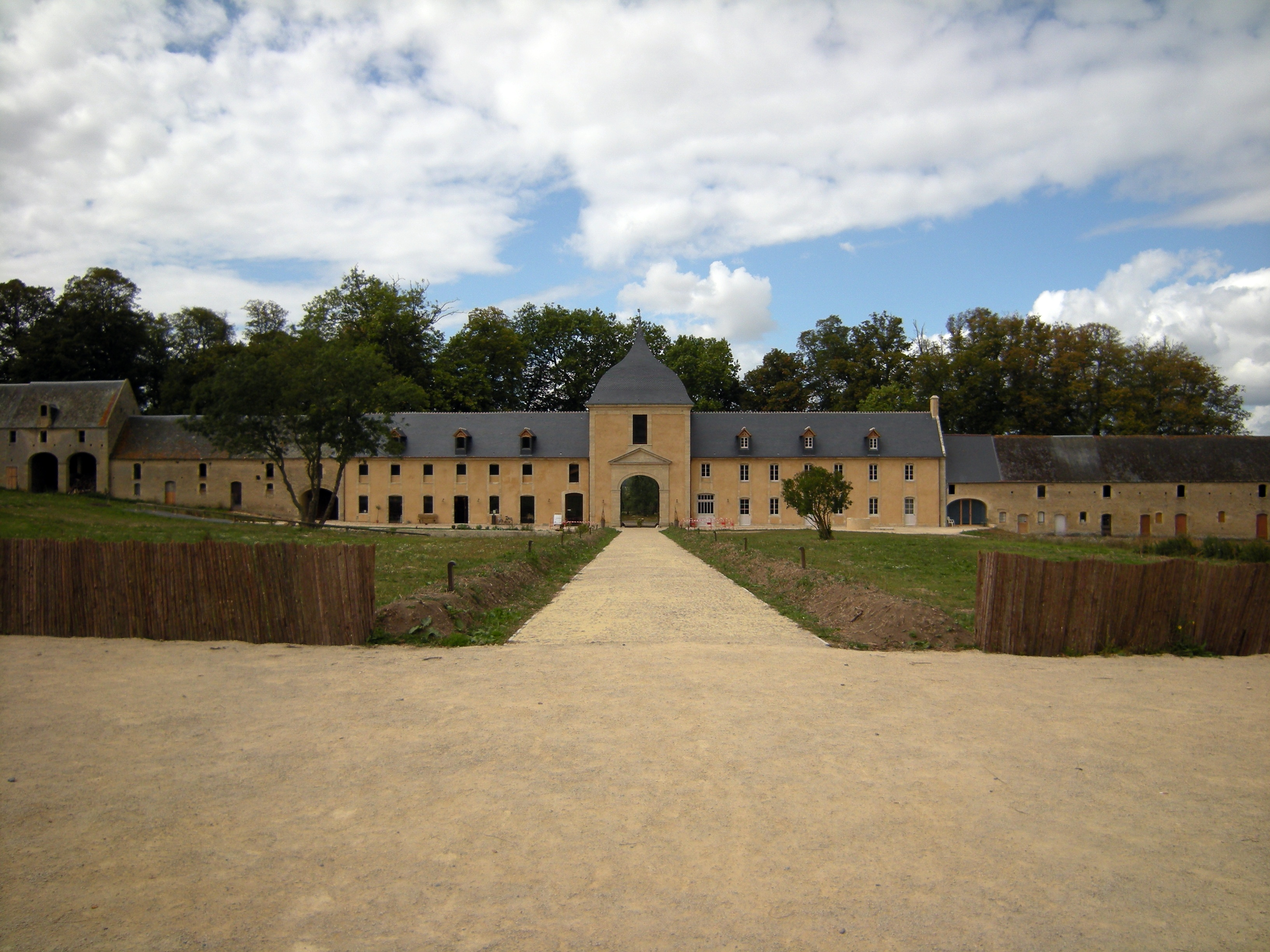
La ferme (peu après la restauration).
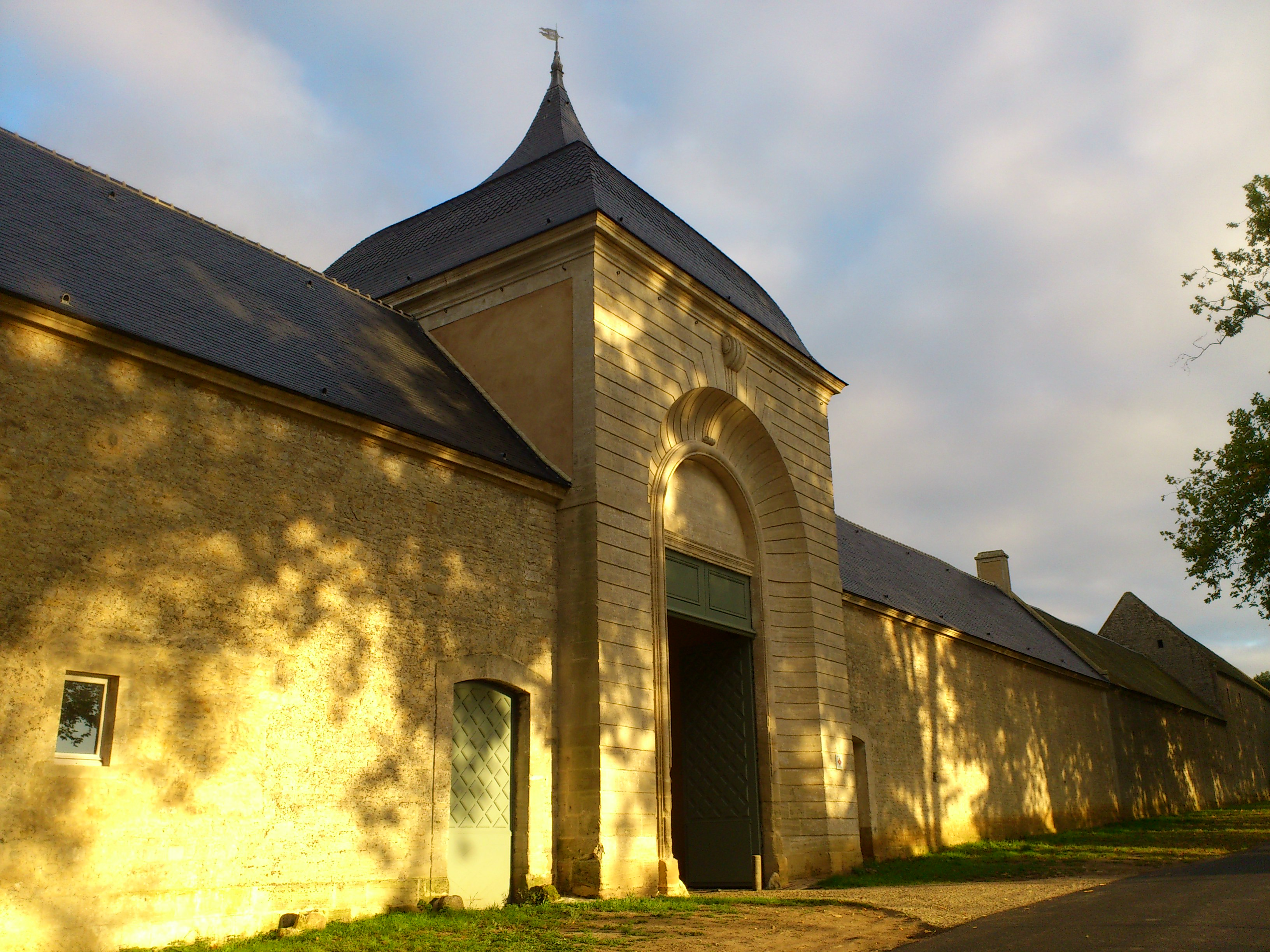
La poterne (peu après la restauration).

## Prieurés dépendant de Saint-Martin de Mondaye
- Prieuré Sainte-Foy de Conques, commune de Conques, département de l'Aveyron, et au diocèse de Rodez depuis 1873.
- Prieuré Notre-Dame-des-Neiges, Laloubère, diocèse de Tarbes et Lourdes.
- Prieuré Notre-Dame de Sarrance, à Sarrance, diocèse de Bayonne.